# D921 (Hautes-Pyrénées)
De D921 is een departementale weg in het Zuid-Franse departement Hautes-Pyrénées. De weg loopt van Argelès-Gazost naar Gavarnie.

## Geschiedenis
Oorspronkelijk was de D921 onderdeel van de N21. In 1973 werd de weg overgedragen aan het departement Hautes-Pyrénées, omdat de weg geen belang meer had voor het doorgaande verkeer. De weg is toen omgenummerd tot D921.